# بيترا ميدا
بيترا ماريا ميدي (بالسويدية: Petra Mede)‏ (ولدت في 7 مارس 1970) كوميدية، راقصة، ممثلة ومقدمة تلفزيونية سويدية، ولدت في ستوكهولم، وترعرعت في غوتنبرغ وتشتهر ميدي بأدوارها المتعددة في العروض المصورة وكمقدمة تلفزيونية عرفت كمضيفة مسابقة الأغنية الأوروبية 2013 والمشاركة في استضافة مسابقة الأغنية الأوروبية 2016.

## روابط خارجية
- الموقع الرسمي
- بيترا ميدا على موقع IMDb (الإنجليزية)
- بيترا ميدا على موقع روتن توميتوز (الإنجليزية)
- بيترا ميدا على موقع ألو سيني (الفرنسية)
- بيترا ميدا على موقع ميوزك برينز (الإنجليزية)
- بيترا ميدا على موقع أول موفي (الإنجليزية)
- بيترا ميدا على موقع قاعدة بيانات الأفلام السويدية (السويدية)
- بيترا ميدا على موقع أول ميوزيك (الإنجليزية)
- بيترا ميدا على موقع ديسكوغز (الإنجليزية)
- بيترا ميدا على موقع قاعدة بيانات الفيلم (الإنجليزية)